# Frank Fredrickson
Sigurður Franklin Fredrickson, detto Frank (Winnipeg, 11 giugno 1885 – Toronto, 28 maggio 1979), è stato un hockeista su ghiaccio e allenatore di hockey su ghiaccio canadese.

## Carriera
Ancora studente prese parte alla prima guerra mondiale. Ritornato in patria Fredrickson iniziò la carriera hockeistica con gli Icelandic Winnipeg Falcons. Nel 1920 vinse la Allan Cup e i Falcons vennero scelti per rappresentare il Canada al torneo olimpico di hockey su ghiaccio alle Olimpiadi estive di Anversa, che furono poi riconosciute dalla IIHF valide come primo campionato del mondo di hockey su ghiaccio. Il Canada vinse la finale con la Svezia con lo schiacciante risultato di 12-1. Frederickson era capitano della formazione, composta come lui da altri giocatori di origine islandese.
Dopo le Olimpiadi, Fredrickson andò ai Victoria Aristocrats (poi Cougars) nella Pacific Coast League. Fu miglior marcatore nel 1921 e nel 1923 conquistando inoltre la Stanley Cup del 1925. Nel 1926 passò ai Boston Bruins in NHL, in modo rocambolesco: fu acquistato dai Bruins, ma sottoscrisse anche un contratto più vantaggioso coi Detroit Red Wings. Trasferitosi quindi a Detroit Frederickson non entusiasmò la dirigenza passando a metà stagione ai Bruins coi quali giunse in finale di Stanley Cup.
L'anno dopo fu messo sotto contratto dai Pittsburgh Pirates, come allenatore-giocatore, il primo nella storia della NHL. Un infortunio al ginocchio mise fine alla sua carriera durante la stagione 1931-1932. Tornato a Winnipeg, allenò a lungo i Falcons. Nel 1958 è stato inserito nella Hockey Hall of Fame.

## Palmarès

### Club
- Stanley Cup: 1

Victoria: 1925
- Allan Cup: 1

Winnipeg: 1920

### Nazionale
- Giochi olimpici: 1

Anversa 1920

### Individuale
- Hockey Hall of Fame: 1

1958
- PCHA First All-Star Team: 4

1920-1921, 1921-1922, 1922-1923, 1923-1924